# Vaccinium muriculatum
Vaccinium muriculatum är en ljungväxtart som beskrevs av J. J.Smith. Vaccinium muriculatum ingår i Blåbärssläktet, och familjen ljungväxter. Inga underarter finns listade i Catalogue of Life.